# Rampur Baghelan
Rampur Baghelan é uma cidade e uma nagar panchayat no distrito de Satna, no estado indiano de Madhya Pradesh.

## Demografia
Segundo o censo de 2001, Rampur Baghelan tinha uma população de 11,315 habitantes. Os indivíduos do sexo masculino constituem 52% da população e os do sexo feminino 48%. Rampur Baghelan tem uma taxa de literacia de 61%, superior à média nacional de 59.5%: a literacia no sexo masculino é de 70% e no sexo feminino é de 51%. Em Rampur Baghelan, 18% da população está abaixo dos 6 anos de idade.